# Gobiinae
Gobiinae Cuvier, 1816 è una sottofamiglia della famiglia dei Gobiidae.

## Generi
La sottofamiglia Gobiinae comprende oltre 1200 specie, suddivise nei seguenti generi  :
- Acentrogobius
- Afurcagobius
- Akko
- Amblyeleotris
- Amblygobius
- Amoya
- Anatirostrum
- Aphia
- Arcygobius
- Arenigobius
- Aruma
- Asra
- Asterropteryx
- Aulopareia
- Austrolethops
- Barbulifer
- Barbuligobius
- Bathygobius
- Benthophiloides
- Benthophilus
- Bollmannia
- Bryaninops
- Buenia
- Cabillus
- Caffrogobius
- Callogobius
- Caspiosoma
- Chriolepis
- Chromogobius
- Corcyrogobius
- Coryogalops
- Coryphopterus
- Cristatogobius
- Croilia
- Cryptocentroides
- Cryptocentrus
- Crystallogobius
- Ctenogobiops
- Deltentosteus
- Didogobius
- Discordipinna
- Drombus
- Ebomegobius
- Echinogobius
- Economidichthys
- Egglestonichthys
- Ego
- Elacatinus
- Eleotrica
- Enypnias
- Evermannia
- Evermannichthys
- Eviota
- Exyrias
- Favonigobius
- Feia
- Flabelligobius
- Fusigobius
- Gammogobius
- Ginsburgellus
- Gladiogobius
- Glossogobius
- Gobiodon
- Gobiopsis
- Gobiosoma
- Gobius
- Gobiusculus
- Gobulus
- Gorogobius
- Gymneleotris
- Hazeus
- Hetereleotris
- Heterogobius
- Heteroplopomus
- Hyrcanogobius
- Istigobius
- Kelloggella
- Knipowitschia
- Larsonella
- Lebetus
- Lesueurigobius
- Lobulogobius
- Lophiogobius
- Lophogobius
- Lotilia
- Lubricogobius
- Luposicya
- Lythrypnus
- Macrodontogobius
- Mahidolia
- Mangarinus
- Mauligobius
- Mesogobius
- Microgobius
- Millerigobius
- Myersina
- Nematogobius
- Neogobius
- Nes
- Nesogobius
- Ninnigobius
- Obliquogobius
- Odondebuenia
- Ophiogobius
- Oplopomops
- Oplopomus
- Opua
- Orsinigobius
- Padogobius
- Palatogobius
- Palutrus
- Papillogobius
- Parachaeturichthys
- Paragobiodon
- Paratrimma
- Pariah
- Parkraemeria
- Parrella
- Phyllogobius
- Platygobiopsis
- Pleurosicya
- Polyspondylogobius
- Pomatoschistus
- Porogobius
- Priolepis
- Proterorhinus
- Psammogobius
- Pseudaphya
- Psilogobius
- Psilotris
- Pycnomma
- Rhinogobiops
- Risør
- Robinsichthys
- Signigobius
- Silhouettea
- Siphonogobius
- Speleogobius
- Stonogobiops
- Sueviota
- Sufflogobius
- Tasmanogobius
- Thorogobius
- Tomiyamichthys
- Trimma
- Trimmatom
- Tryssogobius
- Valenciennea
- Vanderhorstia
- Vanneaugobius
- Varicus
- Vomerogobius
- Wheelerigobius
- Yongeichthys
- Zebrus
- Zosterisessor